# デリチェート
デリチェート（イタリア語: Deliceto）は、イタリア共和国プッリャ州フォッジャ県にある、人口約3,700人の基礎自治体（コムーネ）。

## 地理

### 位置・広がり

#### 隣接コムーネ
隣接するコムーネは以下の通り。
- アッカディーア
- アスコリ・サトリアーノ
- ボヴィーノ
- カンデーラ
- カステッルッチョ・デイ・サウリ
- サンターガタ・ディ・プーリア